# 産業教育振興法
産業教育振興法（さんぎょうきょういくしんこうほう、昭和26年6月11日法律第228号）は、産業教育がわが国の産業経済の発展および国民生活の向上の基礎であることにかんがみ、教育基本法（昭和22年法律第25号）の精神にのっとり、産業教育を通じて、勤労に対する正しい信念を確立し、産業技術を習得させるとともに工夫創造の能力を養い、もって経済自立に貢献する有為な国民を育成するため、産業教育の振興を図ることに関する、1951年（昭和26年）に制定された法律である。同年6月11日に公布された。

## 構成
- 第一章　総則（第1条 - 第10条）
- 第二章　地方産業教育審議会（第11条 - 第14条）
- 第三章　国の補助
  - 第一節　公立学校（第15条 - 第18条）
  - 第二節　私立学校（第19条）
- 附則